# Mohd Fadzli Saari
Mohd Fadzli Saari (Pahang, Malasia, 1 de enero de 1983) es un exfutbolista de Malasia que jugaba en la posición de delantero. Actualmente es entrenador asistente del Perlis Northern Lions sub-19.

## Carrera

### Club
| Periodo   | Club               | Apariciones | Goles |
| --------- | ------------------ | ----------- | ----- |
| 2001      | SV Wehen Wiesbaden | 5           | 0     |
| 2002–2006 | Pahang FA          | 65          | 26    |
| 2006–2008 | Selangor FA        | 40          | 13    |
| 2009–2010 | PLUS FC            | 26          | 11    |
| 2011–2012 | Selangor FA        | 21          | 6     |
| 2012–2013 | T-Team FC          | 18          | 1     |
| 2013–2014 | Sime Darby FC      | 23          | 2     |
| 2014–2015 | ATM FA             | 8           | 0     |
| 2016–2017 | Felcra FC          | 28          | 0     |

### Selección nacional
Jugó para Malasia en 33 ocasiones de 2002 a 2007 y anotó tres goles; participó en la Copa Asiática 2007 y en dos ediciones de los Juegos Asiáticos.

## Logros
- Division 1/ Liga Super : 2004, 2005
- Malaysia FA Cup : 2006
- Malaysia Cup : 2008
- Charity Cup : 2011